# Kurt Hans Schade
Kurt Hans Schade (* 10. Oktober 1926 in Berlin; † 21. Mai 1982 in Sinzig) war ein deutscher Landwirt und Politiker (CDU).

## Leben
Schade besuchte die Volksschule und machte eine kommunale Verwaltungslehre in Berlin. Danach besuchte er die Abendhandelsschule und leistete 1943–1945 Reichsarbeitsdienst und Kriegsdienst. Von 1945 bis 1946 absolvierte er eine Landwirtschaftslehre und war 1947–1948 Volontär und Volontär-Verwalter bei der IG Farben in Köln. 1948–1949 besuchte er die höhere Landbauschule Brühl und wurde staatlich geprüfter Landwirt. Nach der 1951 bestandenen Sonderreifeprüfung studierte er 1951 bis 1954 Landwirtschaft an der Universität Bonn und wurde dort 1957 zum Dr. agr. promoviert. 1953 bis 1955 war er Referent in der CDU-Bundesgeschäftsstelle und 1959–1960 im Bundesministerium für Ernährung, Landwirtschaft und Forsten. 1959 übernahm er den schwiegerelterlichen Hof in Sinzig.
1958 wurde er Presbyter und 1960 Mitglied der Synode Koblenz.
Schade starb 1982 im Alter von 55 Jahren. Er wurde auf dem Kölner Melaten-Friedhof in der Familiengrabstätte seiner Ehefrau Adelheid, geborene Meurer, beigesetzt.

## Politik
1953 wurde Schade Mitglied der CDU und war Mitglied des CDU-Kreisvorstands Ahrweiler. 1956–1959 war er Vorsitzender der JU Kreis Ahrweiler. Kommunalpolitisch war er ab 1956 Mitglied des Stadtrats und ab 1960 Mitglied des Kreistags Ahrweiler.
Am 20. Oktober 1960 rückte er für den ausgeschiedenen Friedrich Wilhelm Hachenberg in den Landtag Rheinland-Pfalz nach, dem er bis zum Ende der Wahlperiode 1963 angehörte. Im Landtag war er Mitglied im Weinbau- und Weinwirtschaftsausschuss.